# Johan Kinnerus
Johann Kinnerus (* 1705 in Mörbylånga; † 1759) war ein schwedischer Maler.

## Leben
Kinnerus genoss in Skara eine Schulausbildung. Bei Oluf Collander in Mariestad absolvierte er eine Ausbildung als Maler. 1733 wurde er in Jönköping Meister. Von ihm sind Dekorationen in ungefähr zehn Kirchengebäuden bekannt. Die bekanntesten Arbeiten befinden sich in der Kirche von Habo, die er gemeinsam mit Johan Christian Peterson von 1741 bis 1743 gestaltete. Hier werden ihm die Darstellungen Das Abendmahl, Beichte und Sündenerlass zugeordnet. Vermutlich sind auch Die Zehn Gebote und Das Vaterunser seine Arbeiten. Sein Malstil wird als altertümlich mit eher einförmigen Figuren beschrieben. Er habe mit starken Kontrasten insbesondere von Rot und Blau gearbeitet.
Eine weitere von ihm gestaltete Kirche ist die Kirche von Brandstorp.